# Cổ họng
Cổ họng hay còn gọi là yết hầu là một phần của cổ ngay dưới khoang mũi, phía sau miệng và nằm trên thực quản và thanh quản. Họng chia làm ba phần: hầu mũi, hầu miệng và hầu thanh quản. Họng là một phần của hệ tiêu hóa và hệ hô hấp, nó cũng quan trọng trong việc phát âm.